# Челябінське вуглепромислове акціонерне товариство

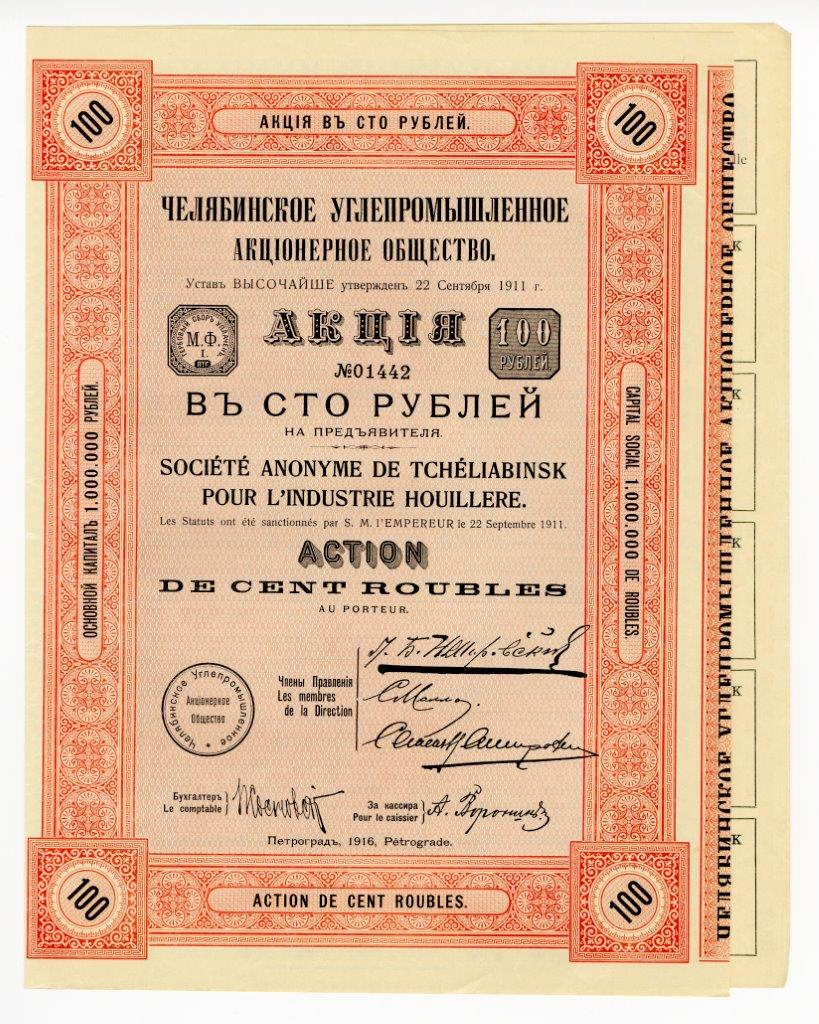
Акція у 100 руб. на пред'явника Челябінського вуглепромислового акціонерного товариства з основним капіталом 1 млн. руб. Петроград, 1916

Челябінське вуглепромислове акціонерне товариство зареєстровано в Санкт-Петербурзі в 1911 (Статут Високо затверджений 22 вересня 1911) для промислової експлуатації вугільних копалень, розташованих на схід від Уральського хребта. Основний капітал компанії визначався 1 млн. крб., розділених на 10 тис. акцій за 100 руб. кожна.

## Передісторія
Перші відомості про наявність бурого вугілля на території Оренбурзької губернії, розташованої на схід від сучасного м. Челябінська, з'явилися в 1832. Через три чверті століття, в 1907, в Челябінському вугільному басейні (ЧУБ) розпочато розробку перших вугільних копалень

## Опис
Правління, головою якого був купець першої гільдії Л. Б. Немировський, батько відомої французької письменниці російсько-єврейського походження І. Л. Немирівської, засідало в Петрограді).
Майно товариства оголошено державною власністю, виходячи з Декрету РНК від 28 червня 1918 Про націоналізацію акціонерних товариств.